# Aeroporto Internazionale di Mostar
L'Aeroporto Internazionale di Mostar (IATA: OMO, ICAO: LQMO) è un aeroporto che serve la città di Mostar e il sito religioso Međugorje, situato nel villaggio di Ortiješ, 7,4 km a sud est della stazione ferroviaria della città bosniaca.
Venne inaugurato all'uso civile nel 1965 solo per voli domestici. Nel 1984 l'aeroporto divenne internazionale e divenne alternativa dell'Aeroporto Internazionale di Sarajevo durante le olimpiadi invernali del 1984; l'aeroporto è usato anche per raggiungere Međugorje, da cui dista 25 km, meta di un numero rilevante di pellegrinaggi religiosi.
L'aeroporto ha una pista di 2 400 m.

## Statistiche
Numero di passeggeri:
| Anno/Mese | Gennaio | Febbraio | Marzo | Aprile | Maggio | Giugno | Luglio | Agosto | Settembre | Ottobre | Novembre | Dicembre | Totale |
| --------- | ------- | -------- | ----- | ------ | ------ | ------ | ------ | ------ | --------- | ------- | -------- | -------- | ------ |
| 2011      | 554     | 0        | 696   | 2,193  | 4,029  | 5,087  | 4,343  | 4,644  | 8,432     | 4,265   | -        | -        | 34,243 |
| 2010      | -       | -        | -     | -      | -      | -      | -      | -      | 3,712     | 1,879   | 544      | -        | 17,833 |